# Nogi, Tochigi
Nogi (野木町 Nogi-machi) là thị trấn thuộc huyện Shimotsuga, tỉnh Tochigi, Nhật Bản. Tính đến ngày 1 tháng 10 năm 2020, dân số ước tính thị trấn là 24.913 người và mật độ dân số là 820 người/km2. Tổng diện tích thị trấn là 30,27 km2.

## Địa lý

### Đô thị lân cận
- Tochigi
  - Oyama
  - Tochigi
- Ibaraki
  - Koga